# Пътят към Коста дел Маресме
„Пътят към Коста дел Маресме“ (на английски: Bulgarian Rhapsody) е първата копородукция между България и Израел, режисьор на филма е Иван Ничев. „Българска рапсодия“ е заглавието, с което се разпространява филмът извън България. Избран е да представи България на 87-ите награди на филмовата академия на САЩ „Оскар“ в категория „Най-добър чуждоезичен филм“ за 2014 г.

## Сюжет
Внимание:  Текстът по-долу разкрива сюжета на произведението (или части от него)!
Действието се развива през 1943 г., в разгара на Втората световна война, когато Третият Райх задължава всичките си съюзници да предадат евреите по своите земи. Историята за депортирането на евреите от Новите земи, е представена чрез любовната история на трима младежи. Това са двете момчета Мони и Жожо, които са влюбени в Шели, която живее със семейството си в Кавала. Мони е момче от еврейски произход, а Жожо е най-добрият му приятел. Той е син на шофьора на Александър Белев, Иван Георгиев. Мони се запознава с Шели, докато са с баба си Фортуне и сестра си в Кавала, за да ѝ търсят съпруг.
След няколко месеца Шели и семейството ѝ преминават, натоварени на вагони, през железопътната гара в София, при което Мони и Жожо правят неуспешен опит да я спасят. Шели споделя съдбата на 11 343 евреи от Егейска Македония и Беломорска Тракия, които са депортирани в Треблинка.

## Актьорски състав
- Стефан Попов – Чефо – Жожо
- Кристиян Макаров – Соломон „Мони“
- Анжела Недялкова – Рашел „Шели“
- Мони Мошонов – Моиз
- Стоян Алексиев – Авраам
- Алекс Ански – Алберт
- Татяна Лолова – Фортуне
- Сава Драгунчев – Теодор Данекер
- Димитър Рачков – Иван Георгиев
- Любомир Ковачев – Александър Белев
- Георги Мамалев – Перо